# Polypedates
Polypedates (лат.) — род бесхвостых земноводных из семейства веслоногих лягушек. Долгое время большинство видов рода входили в состав рода Rhacophorus. Лишь в 2008 году, на основании молекулярных филогенетических исследований, были признаны оба рода. Род является сестринской группой по отношению к Feihyla. Polypedates + Feihyla образуют сестринскую группу к Rhacophorus.

## Описание

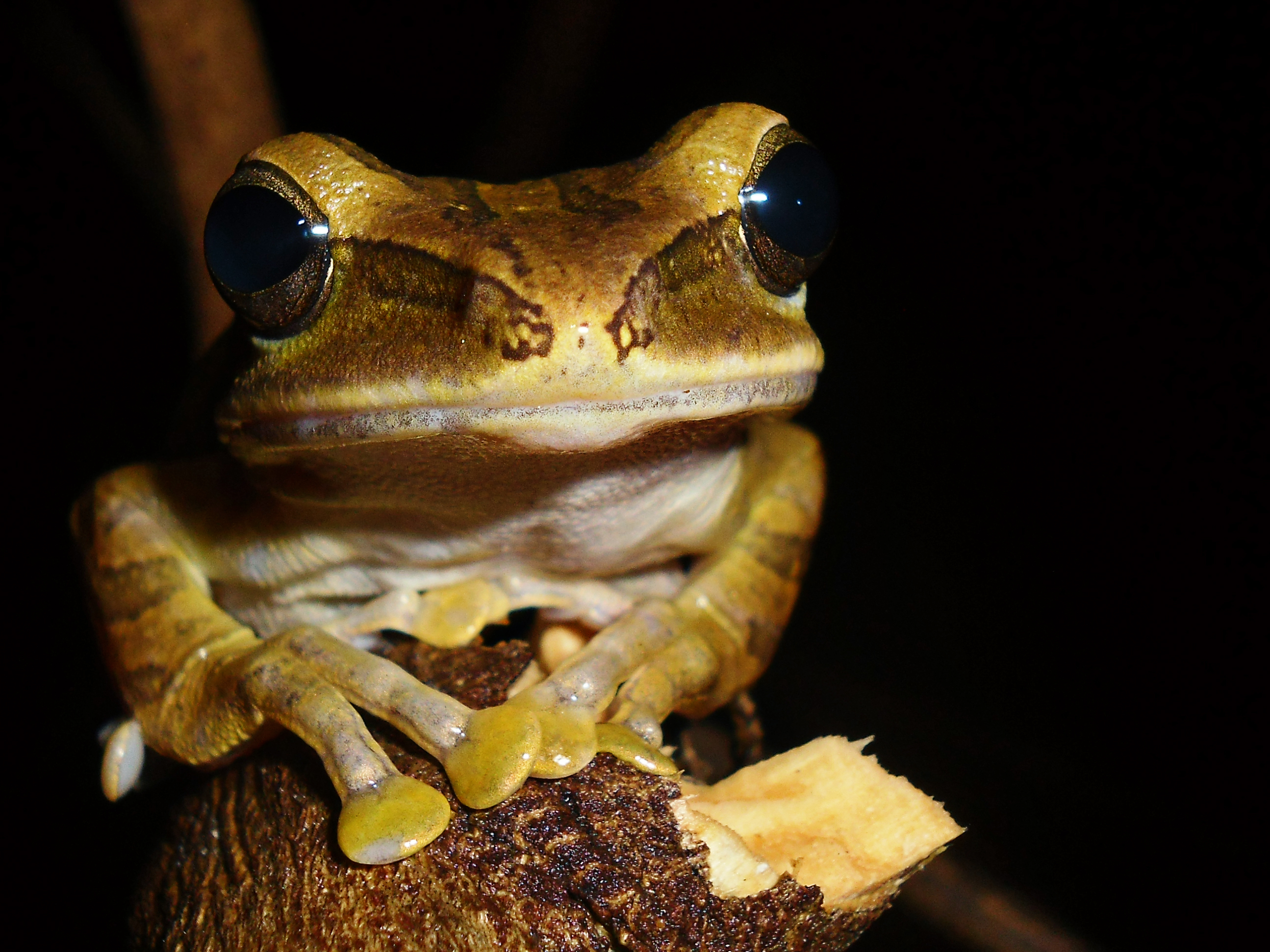
Домовый веслоног

Это среднего размера лягушки длиной от 10 до 12 см. По своему строению во многом похожи на веслоногов. Голова, как правило, широкая с большими глазами и горизонтальными зрачками. Морда у большинства видов узкая, заостренная или вытянутая. Тело небольшое, стройное. Задние конечности хорошо развиты, между пальцами небольшие перепонки. Все конечности имеют большие или средние по размеру присоски. В окраске спины и живота преобладают тёмные цвета и оттенки. Многие виды имеют одну или несколько светлых (иногда тусклых) полос либо рядов пятен или точек. Вместе с тем встречаются виды с очень яркой окраской.

## Образ жизни
Обитают в тропических лесах. Ведут преимущественно древесный образ жизни. Активны в сумерках или утром. Питаются беспозвоночными.

## Распространение
Ареал рода охватывает восточную Индию, Юго-Восточную Азию, Филиппины и Борнео.

## Классификация
На октябрь 2018 года в род включают 24 вида:
- Polypedates assamensis Mathew & Sen, 2009
- Polypedates braueri (Vogt, 1911)
- Polypedates chlorophthalmus Das, 2005
- Polypedates colletti (Boulenger, 1890) — Большелапый веслоног
- Polypedates cruciger Blyth, 1852 — Крестоносный веслоног, или крестоносная лягушка
- Polypedates discantus Rujirawan, Stuart & Aowphol, 2013
- Polypedates hecticus Peters, 1863
- Polypedates eques Günther, 1858
- Polypedates fastigo Manamendra-Arachchi & Pethiyagoda, 2001
- Polypedates hecticus Peters, 1863
- Polypedates impresus Yang, 2008
- Polypedates insularis Das, 1995
- Polypedates iskandari Riyanto, Mumpuni & McGuire, 2011
- Polypedates leucomystax (Gravenhorst, 1829) — Домовый веслоног, или домовая лягушка
- Polypedates macrotis (Boulenger, 1891) — Большеухий веслоног, или филиппинский веслоног
- Polypedates maculatus (Gray, 1830) — Пятнистый веслоног
- Polypedates megacephalus Hallowell, 1861
- Polypedates mutus (Smith, 1940)
- Polypedates occidentalis Das & Dutta, 2006
- Polypedates otilophus (Boulenger, 1893) — Костноголовый веслоног, или костноголовая веслоногая лягушка
- Polypedates pseudocruciger Das & Ravichandran, 1998
- Polypedates pseudotilophus Matsui, Hamidy & Kuraishi, 2014
- Polypedates ranwellai Wickramasinghe at al., 2012
- Polypedates subansiriensis Mathew & Sen, 2009
- Polypedates taeniatus (Boulenger, 1906) — Бенгальский веслоног
- Polypedates teraiensis (Dubois, 1987)
- Polypedates zed (Dubois, 1987)

## Фото

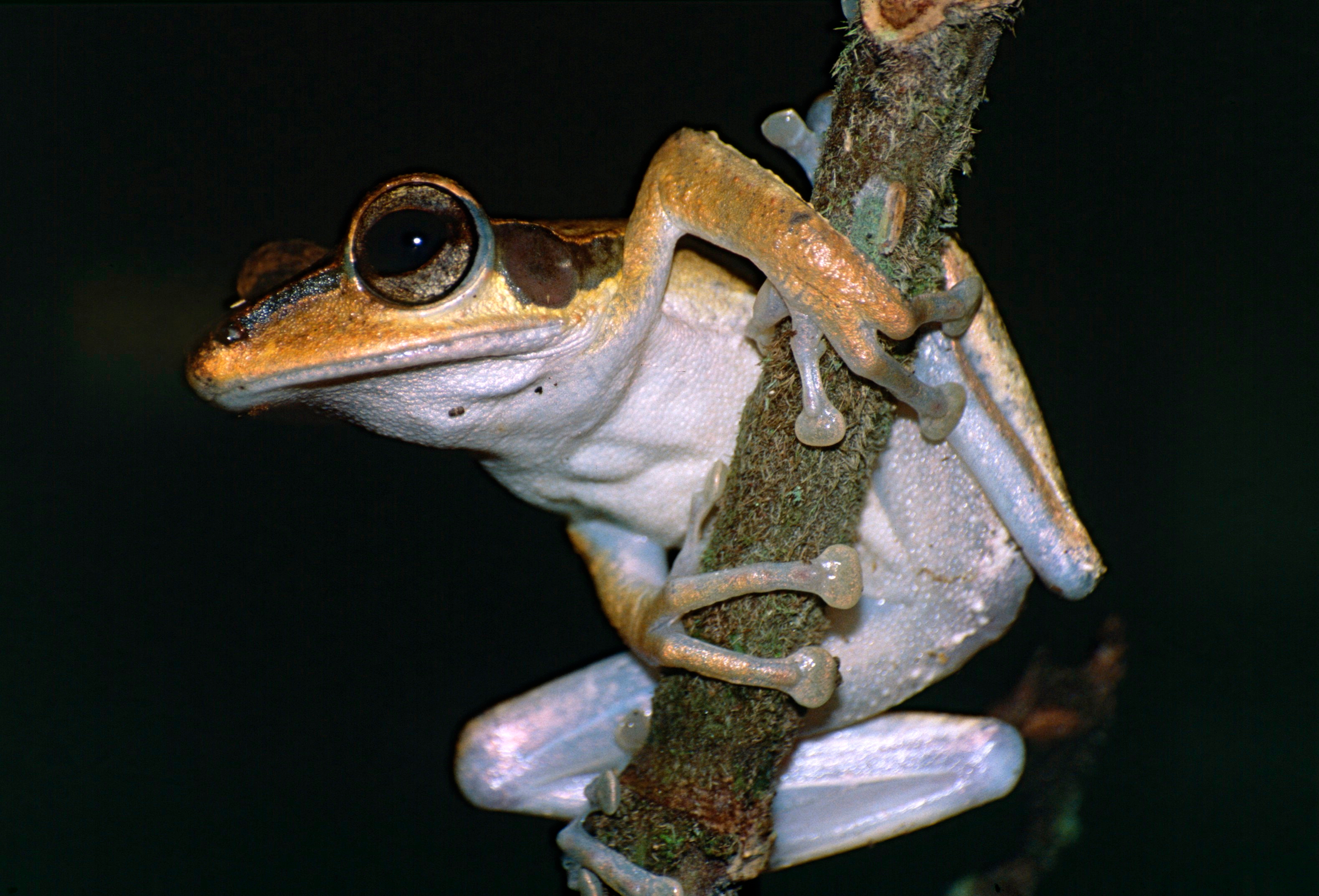
Большеухий веслоног
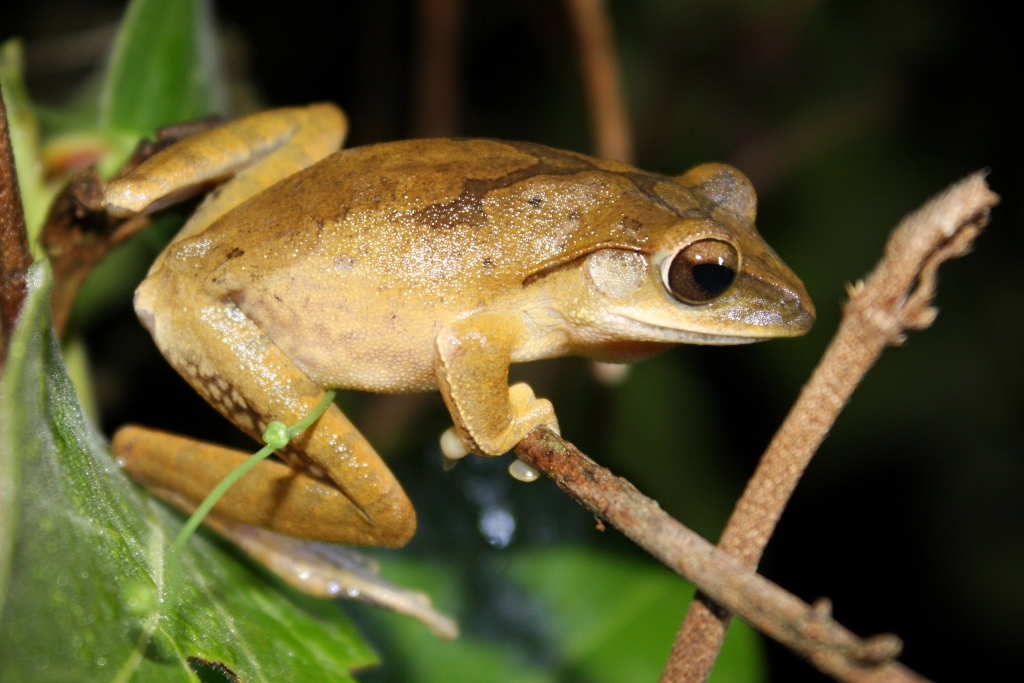
Polypedetes megacephalus
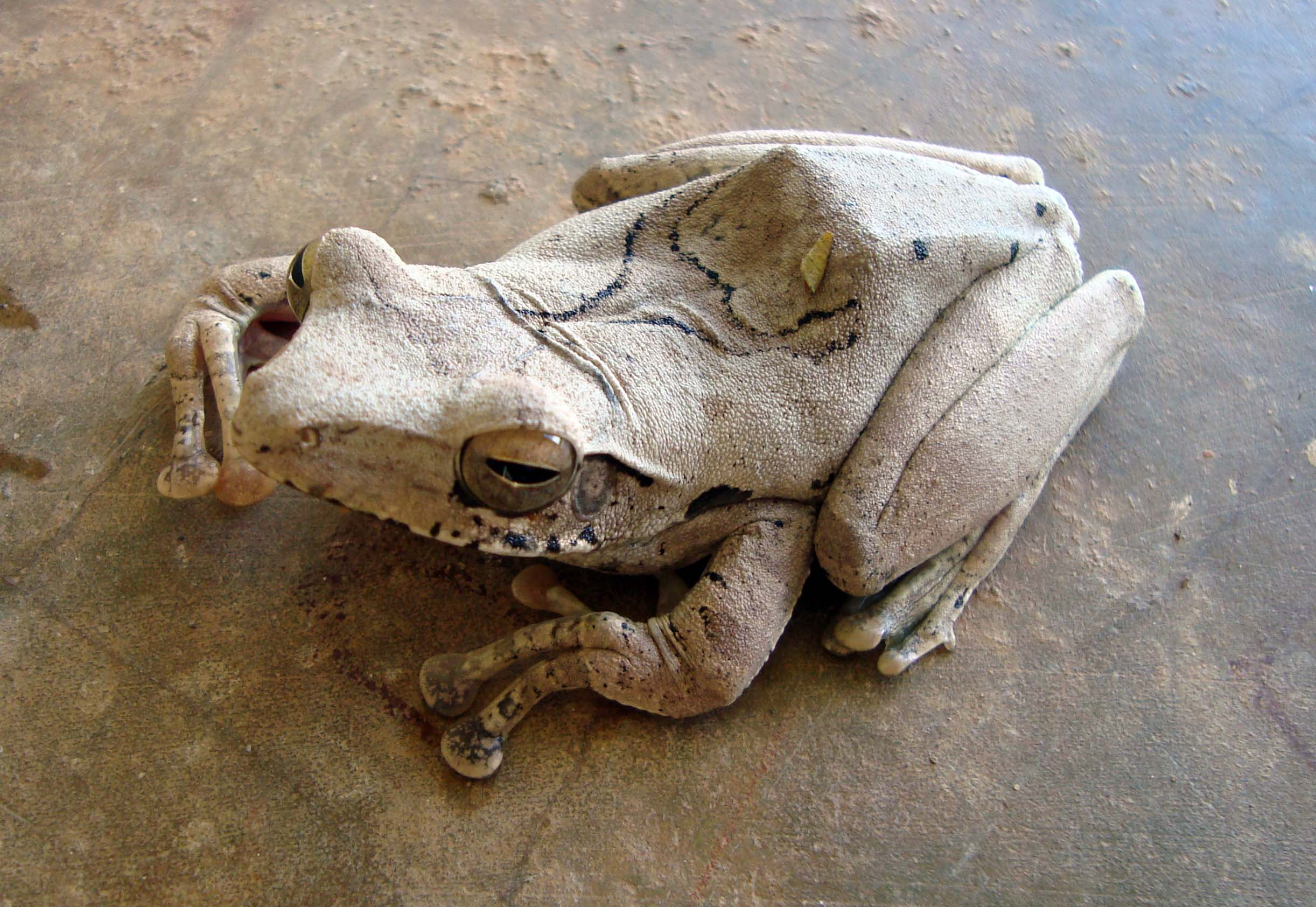
Пятнистый веслоног
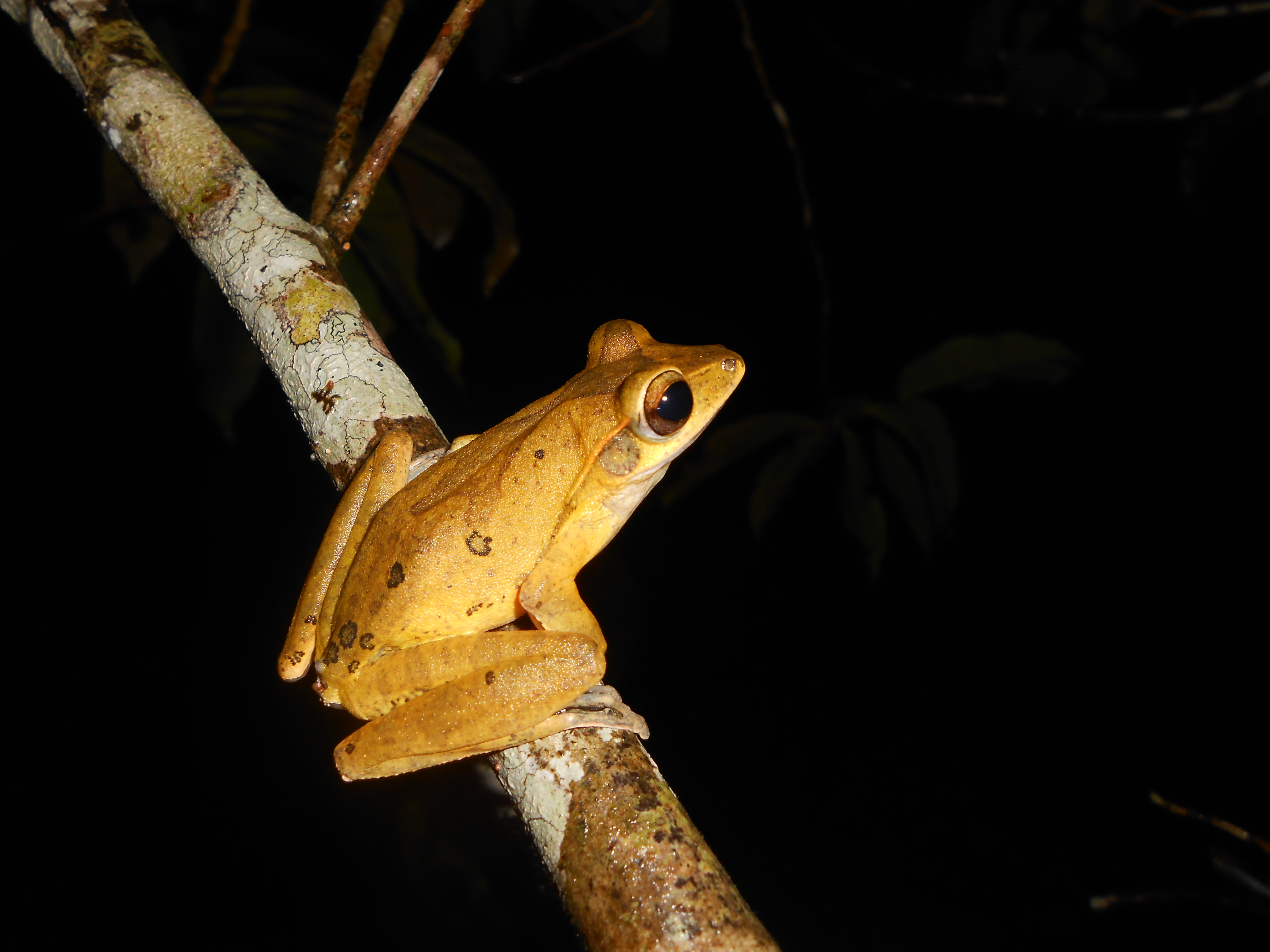
Polypedates pseudocruciger